# Rita et Machin (bande dessinée)
Pour les articles homonymes, voir Rita, Machin et Rita et Machin (série télévisée d'animation).
 (décembre 2014).
Si vous disposez d'ouvrages ou d'articles de référence ou si vous connaissez des sites web de qualité traitant du thème abordé ici, merci de compléter l'article en donnant les références utiles à sa vérifiabilité et en les liant à la section « Notes et références ».
Rita et Machin est une série de bandes dessinées pour la jeunesse de Jean-Philippe Arrou-Vignod et illustrée par Olivier Tallec, publiée aux éditions Gallimard Jeunesse. Le premier opus est publié en 2006.
Cette bande dessinée met en scène Rita, une petite fille âgée de 5 ans qui reçoit pour son anniversaire Machin, un chien un peu pataud.
La série a été traduite dans plus de 14 langues.
Elle est adaptée en une série télévisée franco- japonaise d'animation Rita et Machin, diffusée en France sur France 5 en 2012. Puis, au cinéma, en février 2019, sort Les Aventures de Rita et Machin, une série d'animation de 10 courts métrages, réalisée par Pon Kozutsumi et Jun Takagi.

## Liste des albums
1. Rita et Machin[1], 2006
2. Rita et Machin à l'école, 2006
3. Le dimanche de Rita et Machin, 2006
4. Rita et Machin à la plage, 2006
5. Le Noël de Rita et Machin, 2006
6. Le pique-nique de Rita et Machin, 2007
7. Les courses de Rita et Machin, 2007
8. L'invité de Rita et Machin, 2007
9. Rita et Machin à la piscine, 2008
10. La cachette de Rita et Machin, 2008
11. Rita et Machin. La niche, 2009
12. Rita et Machin. L'anniversaire, 2010
13. Le baby-sitting de Rita et Machin, 2011
14. Rita et Machin au zoo, 2011
15. Rita et Machin partent en vacances, 2012
16. Joyeux Noël Rita et Machin, 2012
17. Joyeuses Pâques Rita et Machin, 2013

Cinq éléments hors séries sont également disponibles : Rita et Machin, coffret-niche, Joyeux Noël, Rita et Machin (2012), Je joue avec Rita et Machin (2012), Les petites BD de Rita et Machin (2010), Rita et Machin à Paris (2009).